# Grand veneursaus
Grand veneursaus of jagermeestersaus is een klassieke Franse zoete pepersaus afgewerkt met aalbessenconfituur, room en cognac.

## Geschiedenis
De grand veneur (Latijn: venator = jager) of grootjager was onder de Franse koningen de leider van de drijfjacht. Hij was ook verantwoordelijk voor de bijbehorende roedel drijfhonden.

## Bereiding
De klassieke bereiding bevat boter, olijfolie, gesnipperde sjalot, wortelen, champignons, bloem, room, tijm, peper, vleesparures, aalbessengelei, wildfond, wijnazijn, rode wijn en cognac.
In de moderne keuken kent deze klassieke saus naast persoonlijke toetsen ook een variant zonder alcohol.

## Begeleiding
Gevogelte en wildsoorten als everzwijn, hert, hazenrug, hinde en ree.

## Wijnarragenement
Bijvoorkeur karaktervolle wijnen bij de wildbereidingen en iets subtielere bij gevogelte.